# 謝語倢
謝語倢（1993年7月23日—），曾用名謝淑映，是台湾的女子职业网球选手。她的姐姐謝淑薇和哥哥謝政鵬都是網球運動員。她曾在2015年夏季世界大學運動會上獲得女子團體的金牌。

## 外部連結
- 謝語倢的Instagram帳戶